# الهجرة (المحويت)

تعديل مصدري - تعديل

الهجرة هي إحدى قرى عزلة عنبر بمديرية المحويت التابعة لمحافظة المحويت، بلغ تعداد سكانها 286 نسمة حسب تعداد اليمن لعام 2004.